# Брод (Новаци)
Брод (мкд. Брод) је насеље у Северној Македонији, у јужном делу државе. Брод припада општини Новаци.

## Географија
Насеље Брод је смештено у крајње јужном делу Северне Македоније, близу државне границе са Грчком (6 km јужно од насеља). Од најближег већег града, Битоља, насеље је удаљено 30 km југоисточно.
Брод се налази у југоисточном делу Пелагоније, највеће висоравни Северне Македоније. Насељски атар је већином делом у долини Црне реке, која протиче непосредно јужно од села. Западно од села у њу се улива Јелашка река, њена значајна притока. Са северне стране села издиже се Селечка планина. Надморска висина насеља је приближно 580 метара.
Клима у насељу је умереноконтинентална.

## Историја
Српска школа је радила у том месту све од 1878. године, када је затворена заслугом бугарских егзархиста.
Село је добило "рухсатнаме" (званичну царску дозволу) за легално отварање српске школе 10. јула 1898. године, на име мутавелије (управника) Здраве Благојевића. Године 1900. имала је та школа сва четири разреда али са само 22 ученика, од којих седам девојчица. Школа се 1900. године налазила у кући мештанина Трајка Филиповића а учитељ је био Коста Димитријевић из Прилепа.
Године 1900. у месту је било 42 дома, са православном црквом посвећеном празнику Великој Госпојини. Парохија је припадала Цариградској патријаршији. Исте године, 7. јула био је у посети селу и сеоској школи ревизор Јефтан Мрав. Он је заједно са окупљеним народом пратио годишњи свечани јавни испит, и похвалио рад учитеља Димитријевића.

## Становништво
Брод је према последњем попису из 2002. године имао 57 становника.
Претежно становништво по последњем попису су етнички Македонци (100%).
Већинска вероисповест било је православље.